# Поликаркин, Вячеслав Сергеевич
Вячеслав Сергеевич Поликаркин (род. 10 апреля 1970) — советский и российский хоккеист, нападающий.

## Биография
Воспитанник воскресенского «Химика», серебряный призёр молодёжного чемпионата СССР 1987/88 в составе ЦСКА. В сезоне 1988/89 за «Кварц» Бор во второй лиге, в ноябре провёл три гостевых матча за «Торпедо» Горький в высшей лиге. В сезонах 1989/90 — 1990/91 играл за СКА МВО. В сезоне 1991/92 играл за «Вятич» Рязань, начал выступать за «Химик». В сезоне 1993/94 уехал в США, где играл за клубы низших лиг «Эри Пантерс» (1993/94 — 1994/95), «Гринсборо Монаркс» (1994/95), «Детройт Фэлконс» и «Мэдисон Монстерс» (1995/96). Вернувшись, выступал за «Химик» (1996/97 — 1997/98, 2001/02), «Торпедо» НН (1998/99 — 1999/2000), «Витязь» Подольск (2000/01), «Салават Юлаев» и «Молот-Прикамье» (2002/03).